# Erdély Izolda
Erdély Izolda (Orsova, 1906. október 11. – 1986/7) romániai magyar zenekritikus, Bartók Béla tanítványa volt.

## Élete és munkássága
Középiskolát Temesváron végzett, 1930-ban Bécsben zenepedagógusi diplomát szerzett. 1949-től 1951-ig tanulmányi igazgató és a zenetörténeti tanszék előadótanára a temesvári Művészeti Intézetben. A Luptătorul Bănăţean, majd a Szabad Szó c. napilapok szerkesztőségében dolgozott. A Muzica, Rampa, Utunk, Előre, Scrisul Bănăţean, Bánsági Üzenet, Szabad Szó, Drapelul Roşu zenei munkatársa. Fordítással is foglalkozott.

## Külső hivatkozások
- Egy felejthetetlen március, Nyugati Jelen, 2006